# Nick Kamen (album)
Nick Kamen è l'album di debutto eponimo del cantante britannico, pubblicato dall'etichetta discografica WEA nel 1987.
Contiene il singolo Each Time You Break My Heart prodotto da Madonna e Stephen Bray, pubblicato l'anno prima, ed altri brani successivamente prodotti in 45 giri, quali Loving You Is Sweeter Than Ever, Win Your Love e Come Softly to Me.
Il disco riscosse un buon successo in diversi Paesi.

## Tracce
1. Win Your Love – 3:55
2. Open the Door to Your Heart – 4:14
3. Nobody Else – 4:18
4. Into the Night – 3:36
5. Come Softly to Me – 4:18
6. Loving You Is Sweeter Than Ever – 3:45
7. Each Time You Break My Heart – 4:30
8. The Man in Me – 3:55
9. Any Day Now – 3:53
10. Help Me Baby – 4:15